# Pixel 3
Pixel 3（ピクセル スリー）は、アメリカのGoogleによって開発された第4世代移動通信システム対応のスマートフォンである。前世代のPixel 2と同様、Pixel 3とPixel 3 XLの2種類のモデルによる展開はそのままだが、Googleが設計・開発を、フォックスコンが製造を行う。Google Pixelシリーズで展開されるスマートフォンの第3世代であり、日本で初めて発売された機種である。
日本では、NTTドコモとソフトバンクの通信大手2社が2018年11月1日から販売を開始。2019年5月に、低価格モデルであるPixel 3aが、NTTドコモとソフトバンクからそれぞれ発売されることが発表された。

## テレビCM
日本国内での発売当初にテレビCMによる宣伝を行っていたが、2019年春頃からTVコマーシャルを通じて『夜景モード』を訴求するテレビCMを新たに放映し始めた。Pixel 3及びPixel 3 XLの両機種では、カメラアプリ内から夜間モードを選択することで極めて暗い環境下においても鮮明かつ低ノイズでカメラ撮影できる機能を有している。夜景モード自体はPixel 2やその他の対応機種でも利用できるためテレビCMも誤解を避ける表現にしている。

## 夜景モード撮影機能
夜景モードは、Googleが研究開発をおこなってきた人工知能領域におけるDeep Learning技術を活用した機能。スマートフォンを開発する競合他社がカメラ撮影機能に関連して複数レンズ仕様や深度カメラなどのハードウェアモジュールを搭載している一方で、Googleはソフトウェア面における画像処理で高画質化を行うのが特徴である。人間の視覚であっても視認できないほどの暗所環境においても、夜景モードで撮影すると明るく撮影されるといった点も特徴。前項で触れたように、夜景モードはPixel 2をはじめとした機種でも利用可能であるため、Pixel 3及びPixel 3 XL独自の機能ではない。

## 付属品
- SIM ツール[7]
- Pixel USB-C イヤフォン
- USB-C - 3.5 mmヘッドフォンアダプター
- 電源アダプター (USB Type-C 18W)
- USB-Cケーブル (USB 2.0)
- クイックスイッチアダプター
- クイックスタートセット（ガイド、安全と規制に関する情報）
- ステッカー2枚:Google G および #teampixel